# Caïro-akkoord
Het Caïro-akkoord was een op 2 november 1969 gesloten overeenkomst tussen Yasser Arafat en de Libanese legergeneraal Emile Boustani. De Egyptische president Gamal Abdel Nasser bemiddelde tussen hen.
De inhoud van het akkoord is nooit openbaar gemaakt, maar de Libanese krant An-Nahar heeft op 20 april 1970 een niet-officiële versie gepubliceerd. In hoeverre deze tekst daadwerkelijk de tekst van het akkoord is, is niet bekend. Volgens het akkoord zouden de Libanese autoriteiten het Palestijnse militanten toestaan aanvallen op doelen in Israël te plegen.
Volgens het akkoord zouden 16 officiële Palestijnse UNRWA-vluchtelingenkampen autonoom in Libanon mogen handelen, zodat zij niet meer onder het gezag van het door Maronieten gedomineerde Deuxième Bureau zouden staan. Alhoewel de kampen territoriaal onderdeel van Libanon bleven waren de akkoorden zo opgesteld dat na 1969 deze kampen bolwerken konden worden van Palestijnse militante organisaties. In deze kampen woonden 300.000 Palestijnen.
Volgens het akkoord zou het de in Israël wonende Libanezen ook toegestaan zijn zich "aan te sluiten bij de Palestijnse revolutie door gewapend verzet".
Dientengevolge wist de PLO in Libanon een "staat binnen een staat" te creëren, een voedingsbodem voor toekomstige fricties tussen Palestijnen en Libanezen.

## Gevolgen van het akkoord
Palestijnse inmenging in Libanon werd in de jaren 70 alleen maar groter, vooral nadat de Palestijnen er niet in slaagden de monarchie van koning Hoessein van Jordanië omver te werpen en de PLO Jordanië moest verlaten en haar activiteiten verplaatste naar Libanon. Het Libanese leger slaagde er niet in de invloed van de PLO te beperken. De Palestijnen in Zuid-Libanon maakten zich op grote schaal schuldig aan geweldpleging, intimidatie, verkrachtingen en afpersing. In april 1975 brak de Libanese burgeroorlog uit, de PLO sloot zich aan bij linkse fracties.
Na de militaire successen van deze militante organisaties vroeg de rechtse Maronitische president Suleiman Frangieh aan Syrië om een interventiemacht te sturen. De PLO trok zich vervolgens terug naar het zuiden, maar stopte niet met haar aanslagen in het grensgebied, waardoor Israël uiteindelijk in 1978 Libanon binnentrok om een einde te brengen aan de terreuraanslagen van de PLO op zowel Israëlische als Libaneze (burger)doelen.
Verdere escalaties in 1982 zorgden ervoor dat Israël Libanon verder introk om tegen de PLO te vechten.

## Notities
1. 1 2  Cobban, 1984, p. 47.
2. ↑  Roeder & Rothchild, 2005, p. 231.
3. 1 2  Weisburd, 1997, p. 142
4. 1 2  Cobban, 1984, p. 48
5. ↑  Cobban, 1984, p. 64
6. ↑  Weinberger, 1986, p. 126
7. ↑  Rubenberg, 1986, p. 137
8. ↑  https://web.archive.org/web/20090911032429/http://www.palestinefacts.org/pf_1967to1991_lebanon_plo.php
9. 1 2  Kushner, 2003, p.282.
10. ↑  Federal Research Division, 2004, p. 206.